# Икер Хименес
Икер Хименез Елизар  е испански журналист-уфолог.
Роден е в Испания на 10 януари 1973 г. Завършва „Журналистика“ в Мадридския университет. Занимава се с журналистика и проучвания в сферата на уфологията и паранормалното. Кариерата му като журналист-уфолог започва в малка радиостанция през 1990 г.